# Rozsíčky
Rozsíčky (německy Rositzky, dříve Rosičky) jsou osada, část obce Dyjice v okrese Jihlava. Tvoří jednu z pěti částí a základních sídelních jednotek obce, přičemž leží ve vlastním katastrálním území Rozsíčky u Telče o rozloze 9,14 km².
V Rozsíčkách se nachází památkově chráněná barokní myslivna. V bezprostředním okolí stojí několik památných stromů: lípa jižně od Rozsíček u silnice na Zvolenovice, skupina dvou lip východně od osady a skupina stromů severně od dvora. Na východním okraji katastrálního území Rozsíčky u Telče se pod hrází Vodnatého rybníka nachází samota Pilka s památkově chráněnou vodní pilou.

## Historie
První písemná zmínka o místním dvoře je z roku 1447. Původně zde stál pouze hospodářský dvůr a myslivna s oborou. V roce 1717 zde byl postaven příbytek pro dělníky pracující ve dvoře. Současná osada vznikla až za druhé světové války, kdy zde byly postaveny čtyři shodné dvojdomky pro rodiny zaměstnanců dvora.
V prosinci 2022 schválilo zastupitelstvo obce Dyjice vznik nové evidenční části obce Rozsíčky vyčleněním z části obce Dyjička. Ke vzniku části Rozsíčky došlo 25. října 2023.

## Fotogalerie

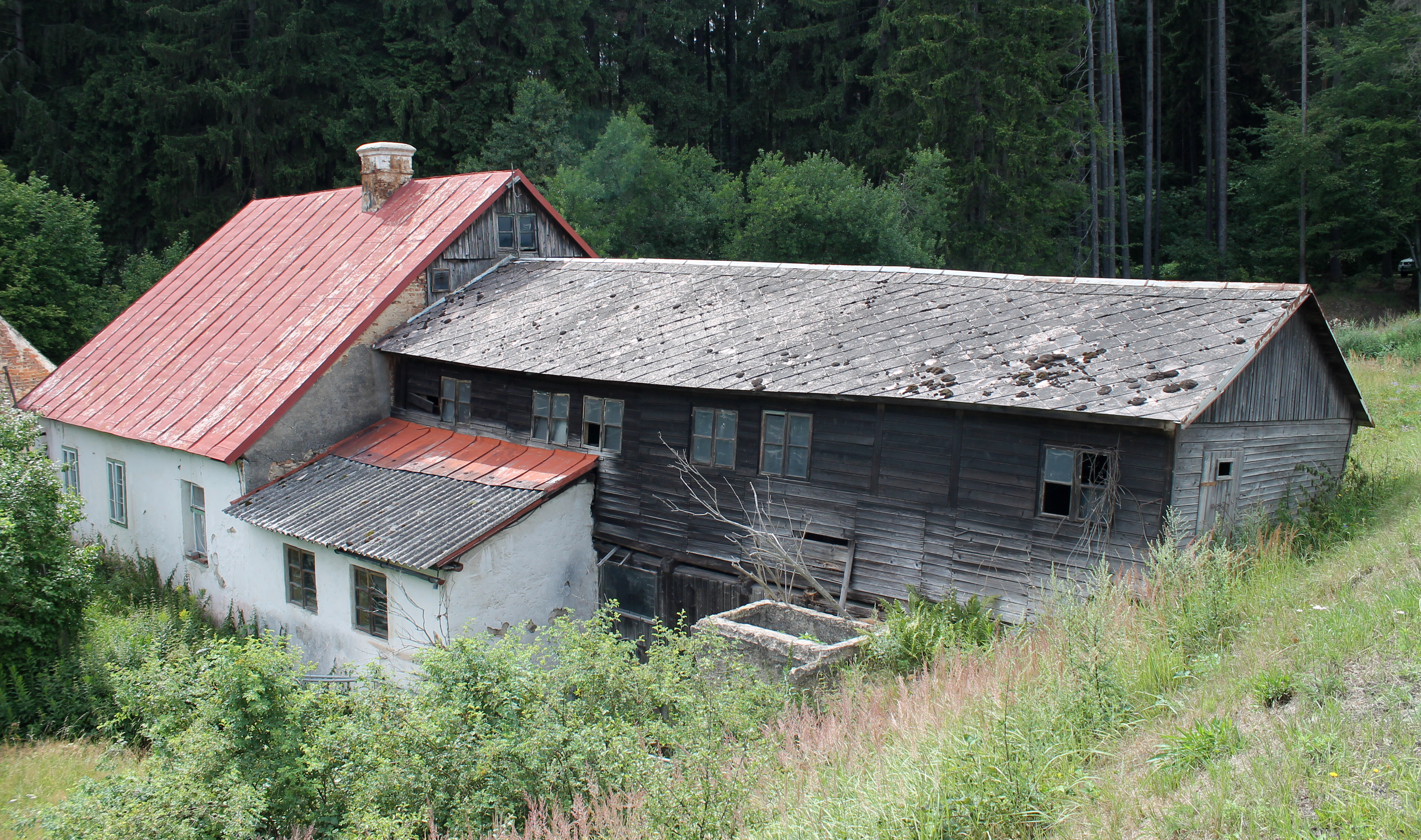
Vodní pila Pilka
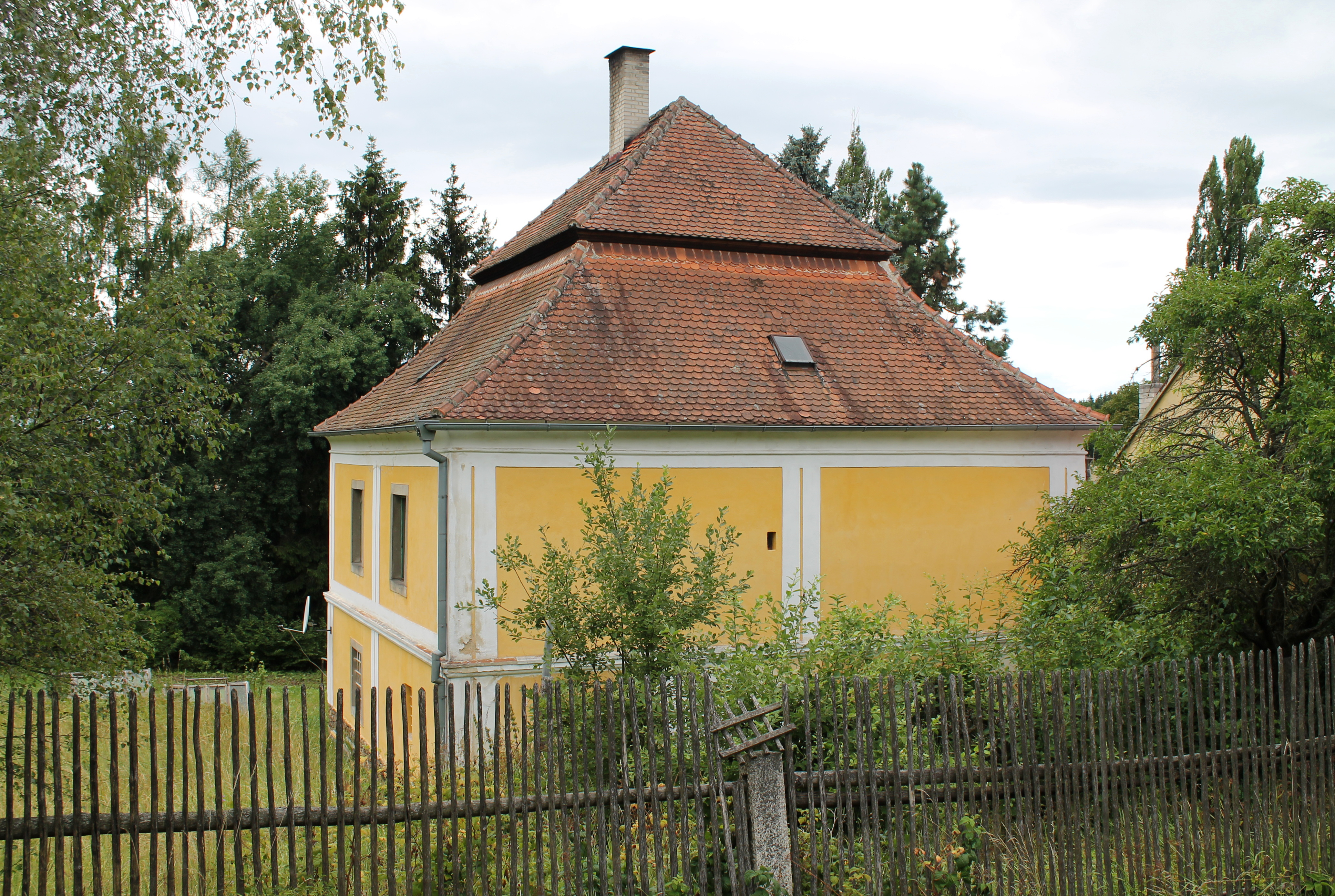
Barokní myslivna